# Namama Fadiga
Pour les articles homonymes, voir Fadiga.
Namama Fadiga, née le 11 mai 1965 à Bouaké, est une handballeuse ivoirienne.

## Biographie
Scout dans son enfance, Namama Fadiga pratique le handball depuis l'école primaire où elle dispute des compétitions de l'OISSU (Office ivoirien des sports scolaires et universitaires). Elle rejoint ensuite le lycée des jeunes filles de Bouaké où elle évolue dans un système de sport-études. 

### Carrière en club
Elle joue à l'ASC Abinader de Bouaké, puis rejoint pour une saison l'ASEC Mimosas en 1987. Elle est la capitaine de l'Africa Sports de 1988 à 2002, année où elle met un terme à sa carrière.

### Carrière internationale
Namama Fadiga intègre l'équipe de Côte d'Ivoire junior en 1980, et en devient la capitaine de 1982 à 1984.
Elle est sélectionnée pour la première fois en équipe de Côte d'Ivoire féminine de handball en 1981, et en assure le capitanat de 1987 à avril 2000.

### Carrière dans l'administration sportive
Elle intègre en 1991 le cabinet du Ministère des Sports. Elle occupe successivement les postes de chargée d'études, chargée de mission, et directrice de la communication.
Elle devient membre de la commission communication de la Confédération africaine de handball en décembre 2008. 
Elle est en 2021 la vice-présidente du Comité national olympique de Côte d'Ivoire et directrice exécutive de la Confédération africaine de handball.

## Palmarès

### Palmarès en club
- Vainqueur de la Coupe d'Afrique des clubs champions en 1981, 1983 et 1984 avec l'ASC Abinader de Bouaké, et en 1991, 1992 et 1996 avec l'Africa Sports[2].
- Vainqueur de la Coupe d'Afrique des vainqueurs de coupe en 1992, 1993, 1994, 1995, 1996, 1997, 1998 et 2000 avec l'Africa Sports[2].

### Palmarès en sélection
- Vainqueur du Championnat d'Afrique des nations en 1987[2].
- Médaillée d'or des Jeux africains de 1987[2].
- Vainqueur du Championnat d'Afrique des nations junior en 1980, 1982 et 1984[2].